# Fédération guinéenne de volleyball
La Fédération guinéenne de volleyball (FGVB) est une organisation fondée en 1961 qui régit la pratique du volley-ball en république de Guinée. Membre de la Fédération internationale de volley-ball et de la Confédération africaine de volley-ball, elle est chargée d'organiser les championnats nationaux de volley-ball masculin et féminin dans le pays.